# Hillman Minx
Hillman Minx – kompaktowy samochód osobowy produkowany przez brytyjską firmę Hillman w latach 1932–1970. Dostępny jako: coupé, kabriolet, sedan, van oraz kombi. Następca modelu 14. Do napędu używano silników R4. Moc przenoszona była na oś tylną poprzez 3-biegową automatyczną bądź 4-biegową manualną skrzynię biegów. Został zastąpiony przez modele Avenger i Hunter.
Ostatnim modelem o nazwie Minx była uboższa wersja samochodu Hillman Hunter (bazującego na platformie Rootes Arrow), z silnikiem 1496 cm³, produkowana od 1967 do 1970 roku.

## Dane techniczne ('48 R4 1.2)

### Silnik
- R4 1,2 l (1185 cm³), 2 zawory na cylinder, SV
- Układ zasilania: gaźnik
- Średnica cylindra × skok tłoka: 63,00 mm × 95,00 mm
- Stopień sprężania: 6,3:1
- Moc maksymalna: 36 KM (26 kW) przy 4100 obr./min
- Maksymalny moment obrotowy: b/d

### Osiągi
- Przyspieszenie 0-80 km/h: 24,1 s
- Prędkość maksymalna: 113 km/h

## Dane techniczne ('53 R4 1.3)

### Silnik
- R4 1,3 l (1265 cm³), 2 zawory na cylinder, SV
- Układ zasilania: gaźnik
- Średnica cylindra × skok tłoka: 65,00 mm × 95,00 mm
- Stopień sprężania: 6,63:1
- Moc maksymalna: 38 KM (28 kW) przy 4200 obr./min
- Maksymalny moment obrotowy: 79 Nm przy 2200 obr./min

### Osiągi
- Przyspieszenie 0-80 km/h: 21,0 s
- Przyspieszenie 0-100 km/h: 34,7 s
- Prędkość maksymalna: 111 km/h

## Galeria

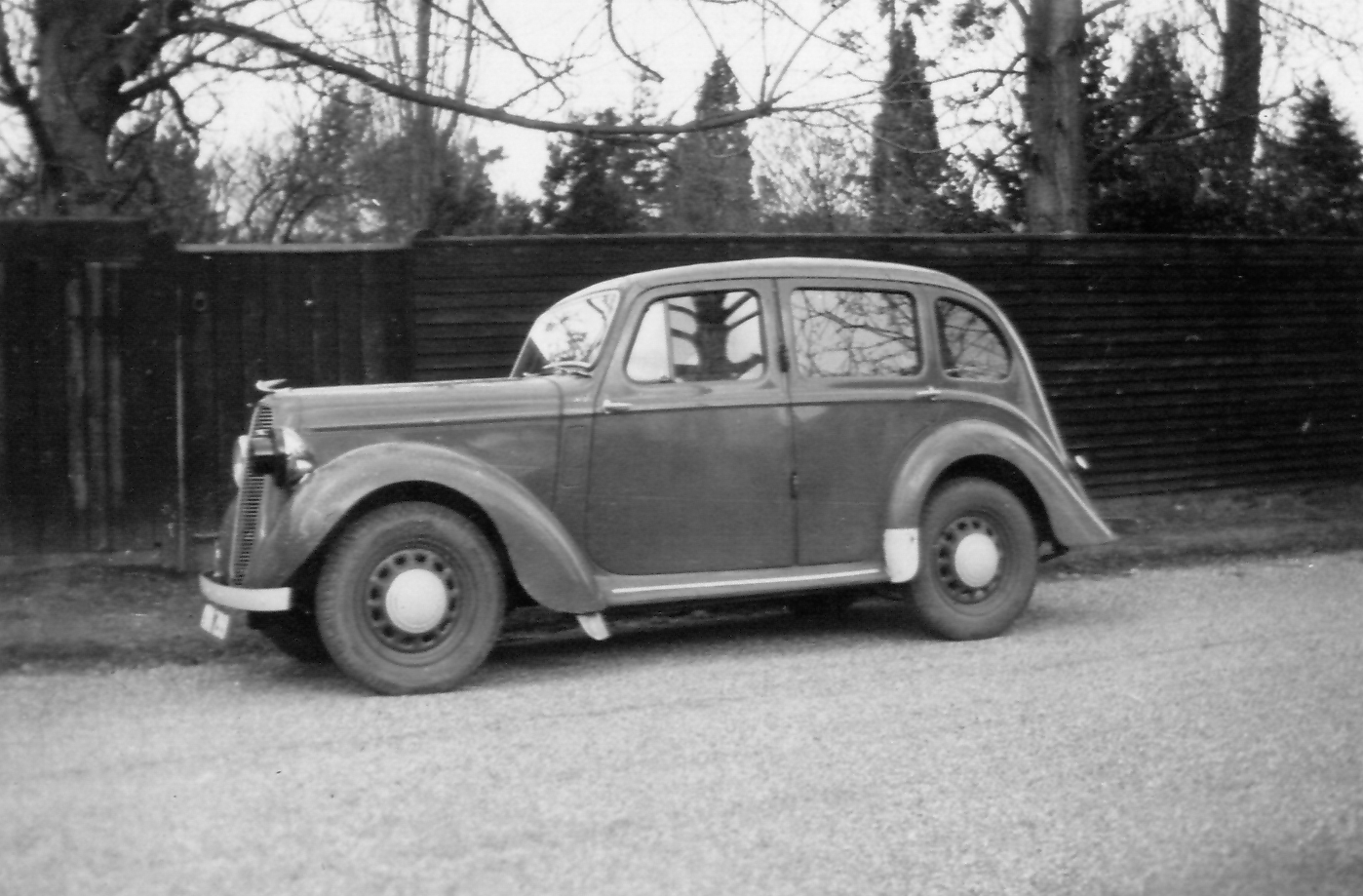
1938 Minx
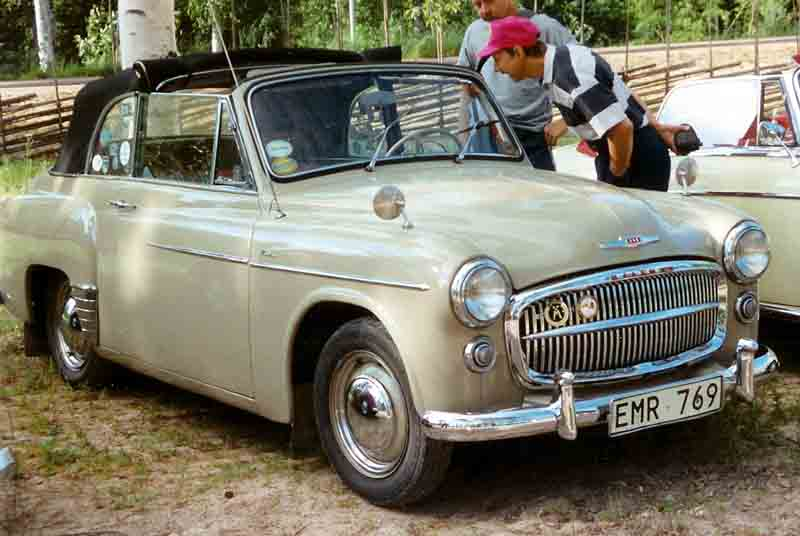
1955 Minx Phase VIII Cabrio
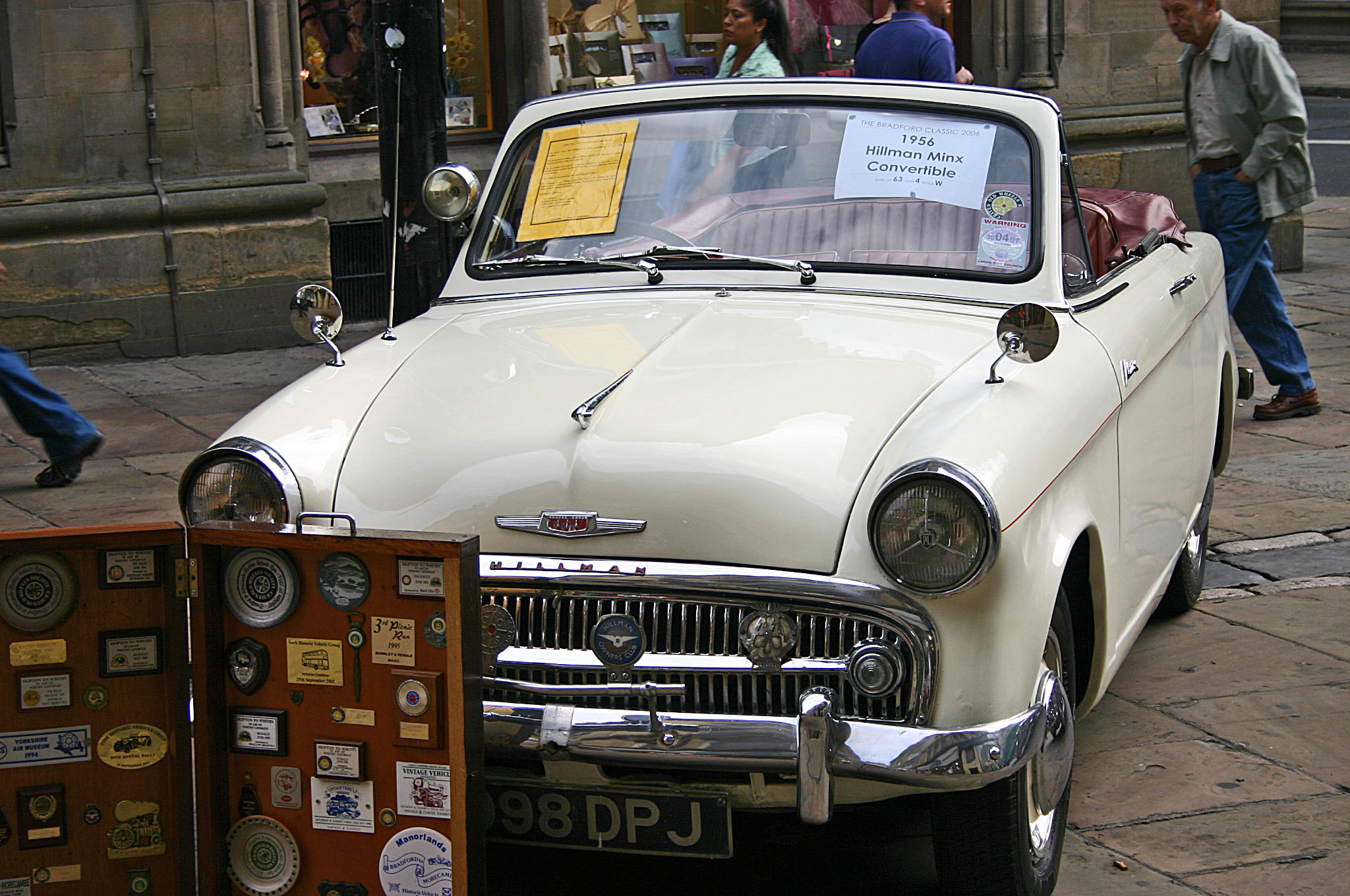
1956 Minx Series I Cabrio
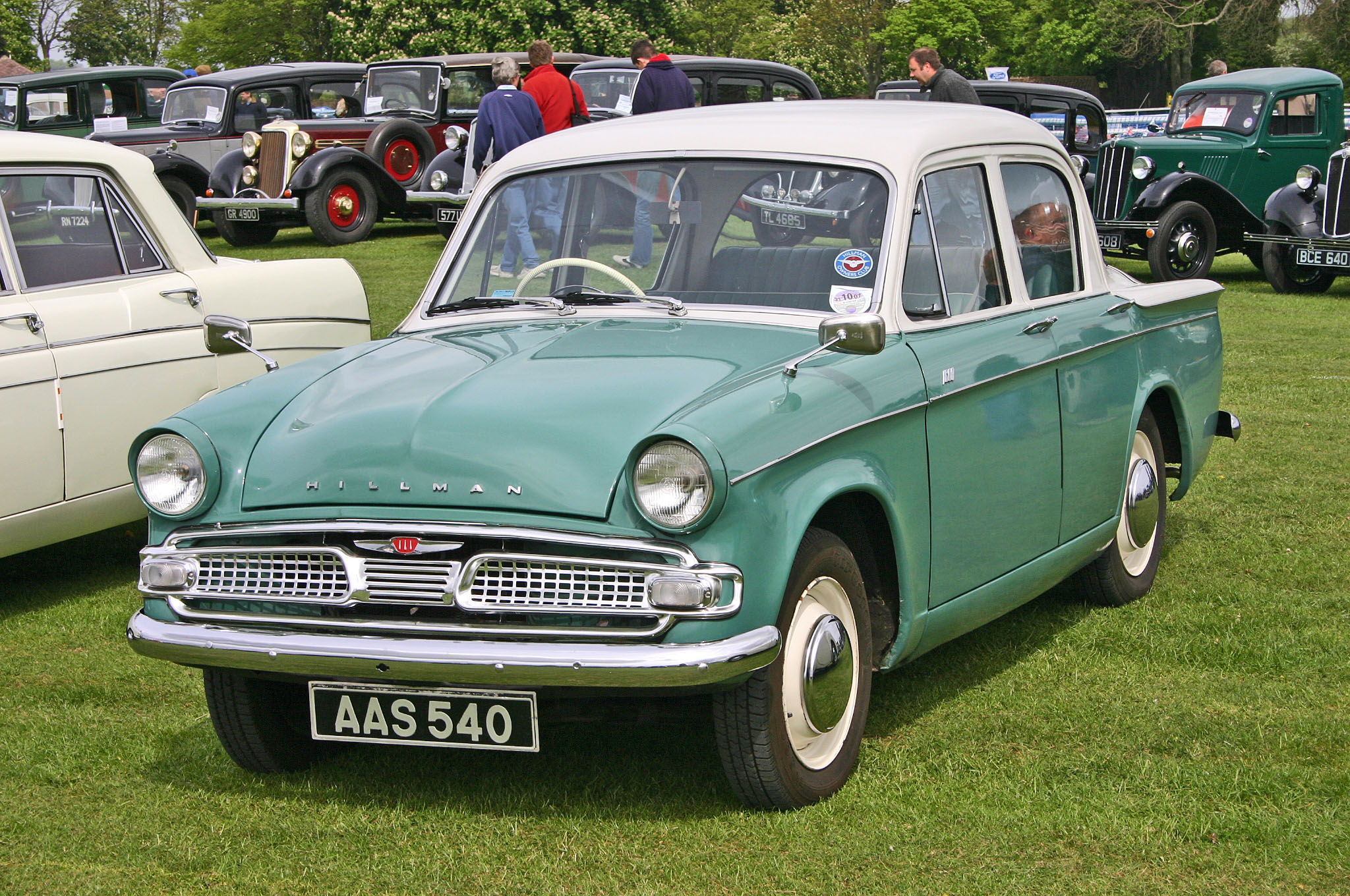
Minx Series IIIC
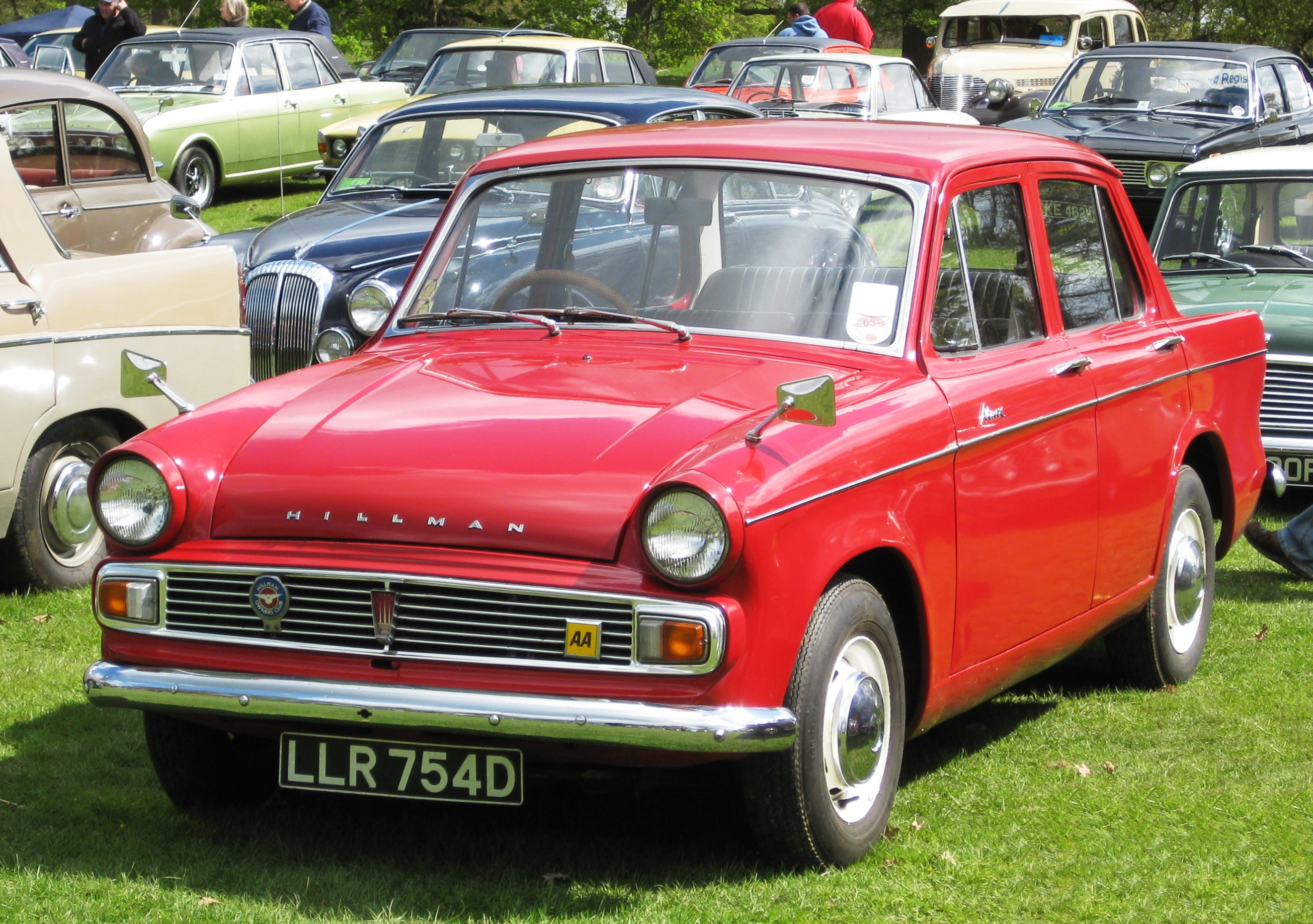
1966 Minx Series VI
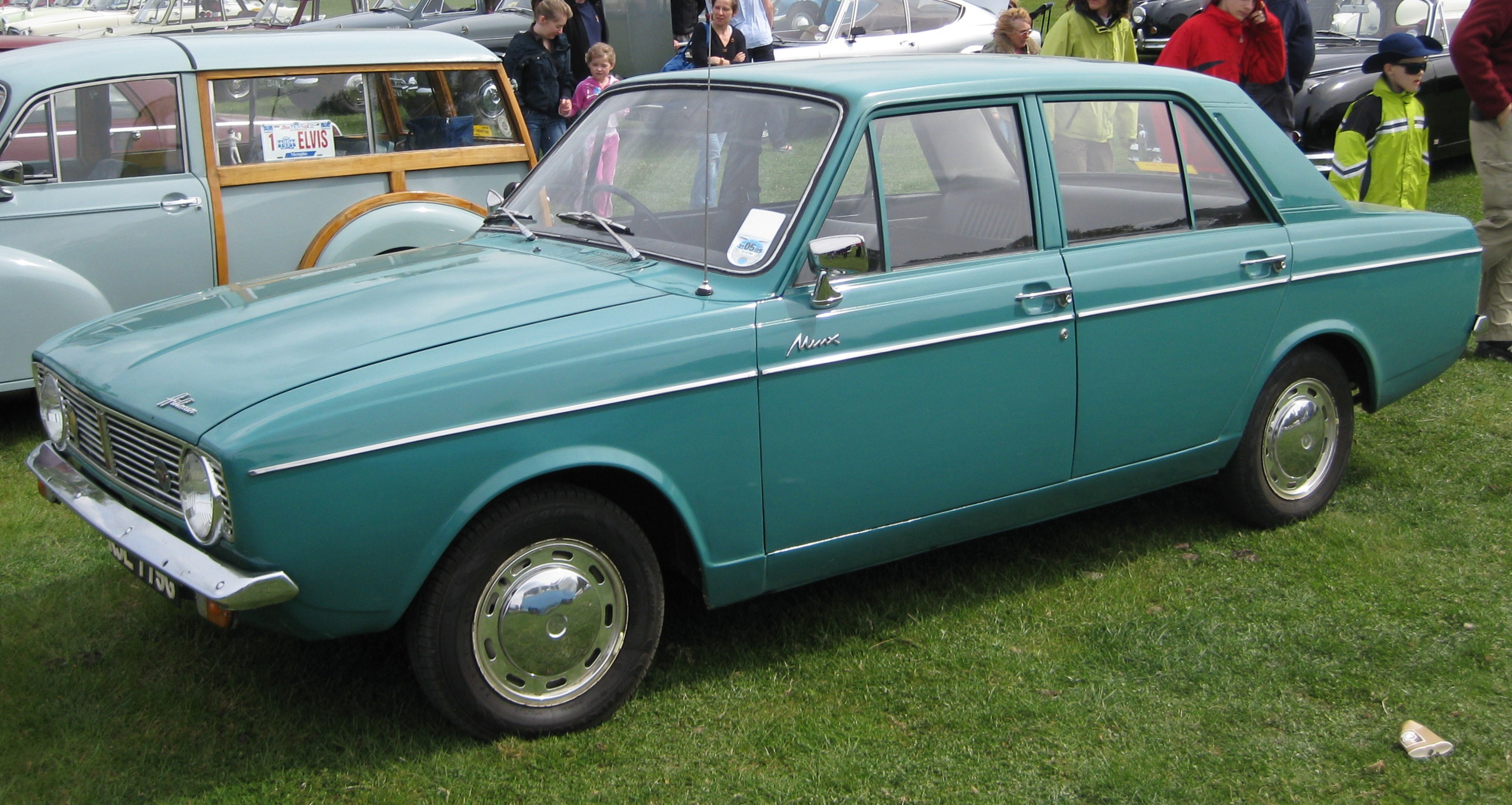
Minx (Arrow) (1967-70)